# Jægersborg Boldklub
Jægersborg Boldklub (eller JB) er en dansk fodboldklub beliggende i Gentofte. JB blev stiftet 9. juni 1949 som Boldklubben Stadion. JB startede i regi af Sjællands Boldspil-Union (SBU), men blev i 1950 indmeldt i Københavns Boldspil-Union (KBU). JB's navn blev først ændret til det nuværende i 1969.
De første seks år spillede JB dame-håndbold. Siden 2012 er repertoiret blevet udvidet med en futsal-afdeling: JB Futsal Gentofte.
I 2013, 2015, 2016 og 2018 vandt JB Futsal Gentofte DM i futsal, og i 2014 blev man verdensmestre ved VM i "5-a-side" i Dubai. I 2018 blev man Nordiske mestre. Pr. 1. januar 2019 blev futsal som sportsgren udskilt i en ny separat klub: JB Futsal Gentofte som samme efterår var med i UEFA Champions League kvalifikationen. JB Futsal Gentofte var stor-leverandør til det danske futsal-landshold.
I 2005 startede der pige- og damefodbold i JB. Klubbens samlede medlemstal var i 2024 oppe på 800.
I november 2009 blev Jægersborg Boldklub kåret som Årets Danske Breddeklub 2009 ifm. DBU's og TV2's tv-transmitterede Dansk Fodbold Award 2009 fra Cirkusbygningen.

## Landsholdsspillere i JB
- Per Røntved (Randers Freja, Werder Bremen, Brønshøj) 75 landskampe, 11 mål, var 1. holdstræner i 1985
- Henrik Eigenbrod (KB, OB, AZ Alkmaar) 9 landskampe, 2 mål, var 1. holdstræner i 1990-1993
- Ole Forsing 5 landskampe, 1 mål, 1. holdstræner
- Jan Bartram (AGF, Bayer Üerdingen, Glasgow Rangers, Brøndby IF) 32 landskampe, 5 mål, ungdomstræner
- Christian Magleby (Kastrup, Brøndby IF, Lyngby FC, FCM, Viborg FF) 25 U21 landskampe, 4 mål, Ungdomstræner
- Christian Lønstrup (B93, B1903, KB, FCK, Cagliari Calcio, AB) U21- og ligalandsholdsspiller, fire gange blev DM med FCK, 1. holdstræner
- Christoffer Haagh (futsal), 1 landskamp, reserve-landsholdet mod Slovenien efterår 2018
- Christian Bommelund Christensen (futsal), 1 landskamp, reserve-landsholdet mod Slovenien efterår 2018
- Kevin Jørgensen (futsal), 1 landskamp, reserve-landsholdet mod Slovenien efterår 2018
- Louis Veis (futsal), 1 landskamp, reserve-landsholdet mod Slovenien efterår 2018
- Adam Foght (futsal), 1 landskamp, reserve-landsholdet mod Slovenien efterår 2018

## JB's professionelle
- Andreas Havlykke (JB, Lyngby FC, Farum BK, FC Nordsjælland, NFA, Lyngby BK)
- Helge Bronée (AS Roma, Juventus)

## Klubhuset
JB's klubhus er en gammel varmecentral som er ombygget 1981, renoveret i 2008 og udbygget i 2009.
- C.L. Ibsensvej 70
- 2820 Gentofte

Hovedbygning: Kælder i hovedbygningen rummer vaskeri, varmekælder, tre omklædningsrum, 8 brusere, 5 toiletter. Stueetagen indeholder kontor, køkken, klublokale/café, gæstetoiletter samt terrasse.
Mellembygning: Trappetårn med elevator som forbinder terræn, kælder, stueetage og tagterrasse og som virker som hall mellem gamle klubhus og ny tilbygning.
Tilbygning: Tilbygningen rummer 4 omklædningsrum, dommeromklædning, massagerum, 20 brusere, 4 toiletter, handicaptoilet/puslerum samt en tagterrasse.

## Klubbens resultater

### Bedrifter i Danmarksturneringen
De sportslige resultater for klubbens førstehold i Danmarksturneringen og de lokale serier under KBU igennem årene:
| N. | Række                          | Nr.       | Statistik        | Topscorer                                      | Bem.            |
| 5 | Københavnsserien, 17/18        | 13. plads | 26-5-3-18 28-63  | Oliver Lindhardt, 8 mål                        | Nedrykning      |
| 4 | Danmarksserien, 16/17          | 9. plads  | 27-8-7-12 43-44  | Matin Al-Atlassi, 12 mål                       | Nedrykning      |
| 4 | Danmarksserien, 15/16          | 11. plads | 26-9-7-10 42-45  | Zakaria El-Ouaz, 12 mål                        |                 |
| 4 | Danmarksserien, 14/15          | 4. plads  | 26-15-5-6 50-26  | Henrik Rædkjær, 9 mål                          |                 |
| 4 | Danmarksserien, 13/14          | 8. plads  | 26-7-13-6 40-27  | Anders Madsen, 7 mål                           |                 |
| 5 | Københavnsserien, 12/13        | 1. plads  | 26-15-8-3 51-29  | Ricki Jensen, 17 mål                           | Oprykning       |
| 5 | Københavnsserien, 11/12        | 8. plads  | 26-9-7-10 46-45  | Anders Otto, 8 mål                             |                 |
| 4 | Danmarksserien, 10/11          | 13. plads | 26-4-8-14 24-50  | Rune Lisberg & Kasper Frandsen, 6 mål          | Nedrykning      |
| 5 | Københavnsserien, 09/10        | 2. plads  | 26-17-4-5 46-32  | Henrik Rædkjær, 9 mål                          | Oprykning       |
| 5 | Københavnsserien, forår 2009   | 4. plads  | 13-6-2-5 19-18   | Kristoffer Aagaard, 5 mål                      |                 |
| 5 | Københavnsserien, efterår 2008 | 4. plads  | 10-4-2-4 19-14   | Oliver Østgaard & Thomas Christoffersen, 4 mål | Vinder ned-spil |
| 5 | Kval. rækken, forår 2008       | 7. plads  | 14-3-4-7 17-28   | Magnus Christensen, 4 mål                      |                 |
| 5 | Kval. rækken, efterår 2007     | 1. plads  | 10-6-2-2 31-13   | Magnus Christensen, 13 mål                     |                 |
| 5 | Kval. rækken, forår 2007       | 7. plads  | 14-3-1-10 13-33  | Magnus Christensen, 7 mål                      |                 |
| 5 | Kval. rækken, efterår 2006     | 2. plads  | 14-8-2-4 30-20   | Magnus Christensen, 11 mål                     |                 |
| 4 | Danmarksserien, 05/06          | 15. plads | 30-7-5-18 31-69  | Andreas Havlykke, 8 mål                        | Nedrykning      |
| 4 | Danmarksserien, 04/05          | 10. plads | 30-10-8-12 36-40 | Thomas Larsen & Thomas Laursen, 8 mål          |                 |
| 4 | Danmarksserien, 03/04          | 2. plads  | 30-16-6-8 55-36  | Jesper Helbo Jensen, 9 mål                     |                 |
| i/t: Ikke tilgængelig, N.: Rækkens niveau i den pågældende sæson, Nr.: Slutplacering, Bem.: Bemærkning(er) |                                |           |                  |                                                |                 |

## Ekstern kilde/henvisning
- Jægersborg Boldklubs officielle hjemmeside
- Jægersborg Boldklubs officielle Facebook site